# HD Audio

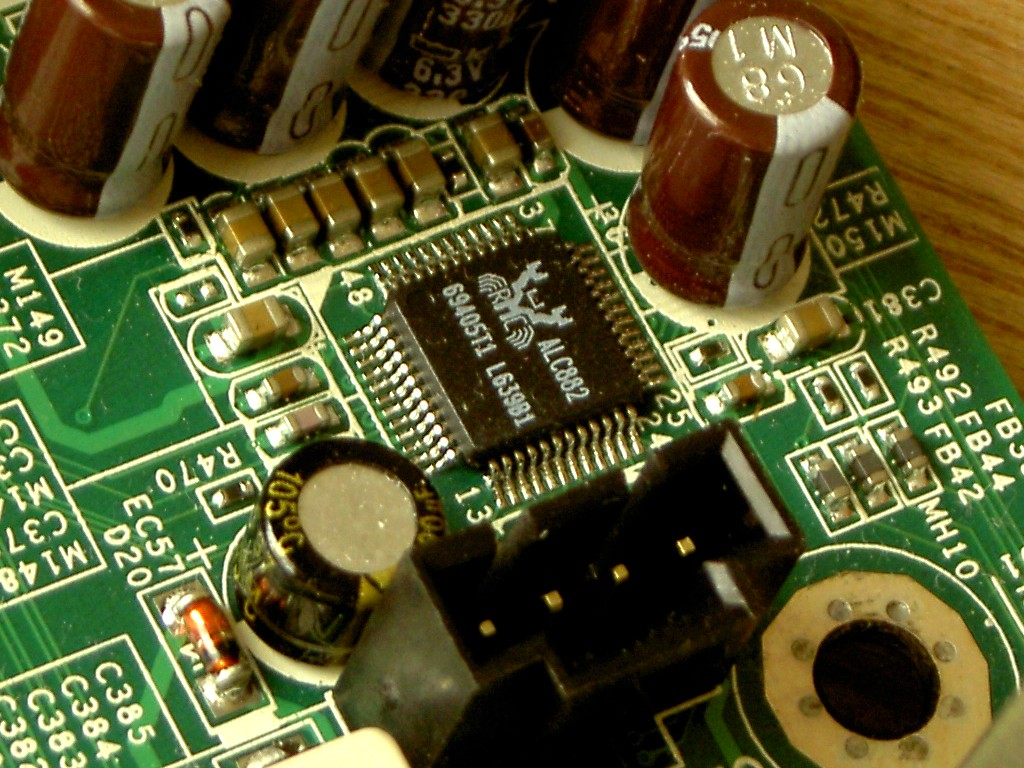
Realtek ALC 882高清晰音效编解码器

英特尔高清晰音效（缩写：IHDA或HD Audio，开发代号Azalia）是用于个人电脑音频子系统的规范。该标准由英特尔于2004年发布，是AC'97音频标准的后续标准。

## 特点
英特尔高清晰音效包括以下功能：
- 最多15个输入流和15个输出流
- 每个数据流最多可连接16个PCM音频通道
- 采样分辨率（英语：Sampling_(signal_processing)#Bit_depth）支持8-32位
- 采样率支持6-192kHz
- 支持音频编解码器（如ADC、DAC）、调制解调器编解码器和厂商定制的编解码器
- 可发现的编解码器架构
- 细粒度编解码器功率控制
- 音频插孔检测、感应和重设

主板内置通常不超过8个输出通道（7.1环绕声）和4个输入通道（前后面板麦克风输入和后面板立体声线路输入）。因此需要更多音频输入输出的用户会选择声卡或外置音频接口，因为这些设备提供的附加功能更偏向于专业音频应用。

## 操作系统支持
Windows XP的Service Pack 3更新和所有后续版本的Windows（从Vista开始）都包含通用音频架构（UAA）类驱动程序，该驱动程序支持按照HD Audio规范制造的音频设备。此外，微软还为Windows 2000、Server 2003和XP Service Pack 1/2提供了追溯性UAA驱动程序。MacOS的AppleHDA驱动程序支持HD Audio。部分Linux操作系统以及OpenSolaris、FreeBSD、和OpenBSD也支持HD Audio。

## 主机控制器
与AC'97一样，HD Audio也是一种设备驱动程序，它定义了PCI总线主机控制器硬件中使用的架构、数据链路层和API，并将其与计算机软件使用的编解码器连接起来。包括Nvidia、VIA和AMD在内的第三方供应商提供主机控制器（芯片组）配置，Realtek、Conexant、IDT、VIA、SigmaTel、Analog Devices、C-Media、Cirrus Logic等第三方供应商也提供编解码器。AMD于2019年推出了用于Ryzen线程撕裂者的TRX40芯片组，该芯片组提供的是Realtek ALC1220芯片，而不是HD Audio接口。因此，在TRX40主板上集成HD Audio编解码器需要单独的USB或PCIe音频设备。

## 局限性
与AC'97标准一样，HD Audio没有为耳机插孔上的媒体按钮指定处理程序（即播放/暂停、下一首、上一首、增大音量、减小音量等）。

## 前面板接口
计算机主板通常会提供引脚，将麦克风和耳机信号连接到计算机前面板。Intel为此制定了相关规范，但AC'97和HD Audio的引脚分配并不相同。
AC'97和HD Audio接口的引脚分配如下:21,22：
| 引脚 | AC'97       | AC'97                                                             | HD Audio      | HD Audio                               |
| 引脚 | 信号        | 描述                                                              | 信号          | 描述                                   |
| ---- | ----------- | ----------------------------------------------------------------- | ------------- | -------------------------------------- |
| 1    | MIC         | - 单声道音频输入（麦克风电平） - 左声道音频输入（偏置麦克风电平） | PORT 1L       | 左音频音频，端口1                      |
| 2    | AUD_GND     | 接地                                                              | GND           | 接地                                   |
| 3    | MIC BIAS    | - 麦克风偏置 - 右声道音频输入（偏置麦克风电平）                   | PORT 1R       | 右声道音频，端口1                      |
| 4    | AUD_GND     | 接地                                                              | PRESENCE#     | HD Audio适配器或连接器检测，低电平有效 |
| 5    | FP_OUT_R    | 前面板右声道音频输出（耳机功能）                                  | PORT 2R       | 右声道音频，端口2                      |
| 6    | FP_RETURN_R | 前面板右声道音频返回（插孔未连接时）                              | SENSE1_RETURN | 端口1检测                              |
| 7    | AUD_5V      | +5V电源                                                           | SENSE_SEND    | 插孔检测感应，电阻多路复用             |
| 8    | KEY         | 未定义                                                            | KEY           | 未定义                                 |
| 9    | FP_OUT_L    | 前面板左声道音频输出（耳机功能）                                  | PORT 2L       | 左声道音频，端口2                      |
| 10   | FP_RETURN_L | 前面板左声道音频返回（插孔未连接时），                            | SENSE2_RETURN | 端口2检测                              |

HD Audio的3.5mm音频插孔与AC'97规范及一般音频设备中使用的接口不同。AC'97使用普通的3.5mm音频插孔，通常有5个针脚：一个针脚接地，两个针脚接立体声信号，另外两个针脚接返回信号:20。当没有连接插头时，两个立体声信号会连接到各自的返回引脚。当插头插入时，立体声信号与插头上的相应通道连接，并与插孔的返回针脚断开。HD Audio的3.5mm插孔没有两个回传音频信号；相反，它有一个隔离开关，用于感应插孔中是否有插头:25。
在AC'97规范中，音频输出会默认发送到插孔。当检测到耳机时，扬声器的返回信号引脚会断开，将音频传输到耳机。如果没有检测到耳机连接，插孔会将音频传回到扬声器。同样，如果没有检测到麦克风，返回引脚也会将麦克风插孔接地。因此，如果没有连接前面板音频模块，大多数使用AC'97的主板都需要两个跳线来短接这些引脚，以便将音频传输到扬声器:21。
而在HD Audio规范中，如果不插入插头，编解码器会直接将音频发送到扬声器。插入插头后，插孔内的隔离开关会触发并传输信号至主板，然后编解码器会将音频发送到耳机。类似的隔离开关用于检测麦克风是否已插入。HD Audio还能感知音频适配器的存在。引脚4（PRESENCE#）上有一个10kΩ的上拉电阻。插入HDA适配器后，它会通过一个1kΩ电阻将引脚4接到地线上。主板可以通过检查引脚4的逻辑电平来确定是否连接了适配器。如果主板未检测到HDA适配器，则会忽略SENSE1_RETURN（引脚6）和SENSE2_RETURN（引脚10）的信号:24。
Intel建议应将HDA适配器与HDA主板一起使用:19：
It is strongly recommended that motherboard designers only use Intel HD Audio analog front panel dongles with the Intel HD Audio analog front panel header to ensure that the jack detection and dynamic retasking capability are preserved.  Passive AC'97 analog front panel dongles (ones that leave the 5V Analog pin-7 line unconnected on the dongle) may be used with the Intel HD Audio analog front panel header.  But note that the front panel jack detection and re-tasking functionality will be lost as the AC'97 jacks cannot support connection to the SENSE line.  In addition, software must be aware that an AC'97 dongle is being used with an Intel HD Audio analog header since the software might need to dedicate codec ports that are connected to the header to meet the product's intended functionality.
当AC'97前面板适配器与HDA主板一起使用时，不同的信号分配可能会造成问题，反之亦然。AC'97适配器在6针和10针上返回音频信号，而不是数字插头感应信号。因此，大音量音频通道可能会导致带有AC'97适配器的HDA主板误认为耳机和麦克风每秒被插入和拔出数百次。带有HDA适配器的AC'97主板会将AC'97的5V音频电源（引脚7：SENSE_SEND）连接到扬声器，而不是所需的左右音频信号。为了避免这种情况，有些主板允许在BIOS的前面板选项中选择HDA或AC'97。尽管硬件是HD Audio，但BIOS仍可更改以便使用AC'97前面板。同样，部分机箱的前面板音频线末端既有AC'97插头，也有HDA插头。